# Monommata caudata
Monommata caudata är en hjuldjursart som beskrevs av Myers 1930. Monommata caudata ingår i släktet Monommata och familjen Notommatidae. Inga underarter finns listade i Catalogue of Life.